# منترونشن
منترونشن (به انگلیسی: Mantervention) یک فیلم کمدی جنسی آمریکایی محصول سال ۲۰۱۴ به کارگردانی استتوارت آچر و نویسندگی خوان ای‌جی است،نیک روکس، کلوئی بریجز، دانیل کورمیه، جوزی دیویس، جیلیان موری ، مکس کارور ، تراویس ون وینکل و ماریو ون پیبلز، از جمله بازیگرانی هستند  که در آن به ایفای نقش پرداختند.

## داستان
اسپنسر یک دانشجوی کالج دلشکسته است که خود را در یک چرخه بی پایان گریه و خودارضایی گرفتار می بیند،  بهترین دوستش کوکا تصمیم می گیرد او را تحت یک "مداخله" قرار دهد تا به او کمک کند تا با خود کنار بیاید.

## قالب
- نیک روکس در نقش اسپنسر
- تراویس ون وینکل در نقش کوکا دوست اسپنسر
- کلویی بریجز در نقش کیتی
- ماریو ون پیبلز در نقش استیو
- رندی وین در نقش کیپ
- سارا بالدوین در نقش آلیسون
- لیندسی پیرس در نقش مونیکا
- دیپ روی به عنوان صاحب سالن ماساژ
- جیلیان موری در نقش مدیسین
- مکس کارور در نقش نجات غریق
- جوزی دیویس در نقش سرپرست TSA
- ریچ فرانکلین در نقش مربی بیلینگز
- استفانی فاراسی در نقش مادر اسپنسر دانشجوی کالج
- دانیل کورمیر در نقش خودش
- کارل جیمز نونس در نقش واقعی  خودش
- دواین جانسون در نقش مبارز MMA
- مگان آلبرتوس در نقش دختر بداخلاق
- میندی رابینسون در نقش بیچ هوتی

## تولید
منترونشن  یک فیلم  با هزینه خصوصی است  است که در سال ٢٠١٣ توسط استودیو فیلم های اسکاتنا و روسنر تولید شده است. در ژانویه ٢٠١۴ در جشنواره فیلم ساندنس ، ویژن فیلمز حق فروش و توزیع این فیلم را دریافت کرد.

## اکران
فیلم منترونشن در ١٧ ژوئیه ٢٠١۴ در سالن نمایش چینی گرامن به نمایش درآمد. حدود دو ماه پس از اکران اولیه در ۵ سپتامبر ٢٠١۴ در سینماهای منتخب در ایالات متحده و از طریق ویدیو در صورت تقاضا اکران شد.
این فیلم ابتدا در سراسر ایالات متحده آمریکا بر روی پلتفرم‌های ویدیویی درخواستی کابلی دیجیتال از جمله کامکست ، دایرکت‌تی‌وی ، ایکسفینیتی  ، تایم وارنر کیبل ، چارتر کمیونیکیشنز، اینک. ، و مدیاکام منتشر شد.
تنها ارائه دهنده کابل داخلی ایالات متحده که فیلم منترونشن  را برای پخش انتخاب نکرد پلتفرم(U-Verse) بود. این فیلم هم اکنون در آی‌تیونز استور, آمازون (شرکت), بست بای, هولو , و وال‌مارت  برای تماشا در دسترس است.

### بازاریابی
استودیو فیلم های اسکاتنا و روسنر یک کمپین بازاریابی را با هدفِ، هدف قرار دادن جمعیت کالج ها اجرا کردند، همچنین شامل یک نمایش محدود در بازارهای کالج متعددی از جمله دانشگاه آلاباما ، دانشگاه ایالتی فلوریدا ، دانشگاه فلوریدا ، موسسه فناوری جورجیا ، دانشگاه ایالتی کارولینای شمالی و دانشگاه ایالت آریزونا شد. این کمپین از تیم‌های خیابانی محلی، تبلیغات متقابل با رستوران‌ها  شرکت‌های محلی،  مصاحبه و انتشار مطبوعاتی در جوامع محلی استفاده می‌کرد. این کمپین در همه بازارها با استقبال خوبی روبرو شد و باعث شد که بازخوردهای مثبتی داشته باشد و بینندگان افزایش یابد.

### جوایز
فیلم منترونشن  برنده جایزه تماشاگران برای بهترین فیلم بلند در جشنواره فیلم بل ایر ٢٠١۴ شد.